# Punta de Nulles
La Punta de Nulles és una muntanya de 364 metres que es troba al municipi de Maials, a la comarca catalana del Segrià.